# Municipio de Highwater
El municipio de Highwater (en inglés: Highwater Township) es un municipio ubicado en el condado de Cottonwood en el estado estadounidense de Minnesota. En el año 2010 tenía una población de 166 habitantes y una densidad poblacional de 1,77 personas por km².

## Geografía
El municipio de Highwater se encuentra ubicado en las coordenadas 44°8′39″N 95°17′4″O / 44.14417, -95.28444. Según la Oficina del Censo de los Estados Unidos, el municipio tiene una superficie total de 93.62 km², de la cual 93,13 km² corresponden a tierra firme y (0,52 %) 0,48 km² es agua.

## Demografía
Según el censo de 2010, había 166 personas residiendo en el municipio de Highwater. La densidad de población era de 1,77 hab./km². De los 166 habitantes, el municipio de Highwater estaba compuesto por el 93,37 % blancos, el 0,6 % eran amerindios, el 4,22 % eran asiáticos y el 1,81 % eran de una mezcla de razas. Del total de la población el 2,41 % eran hispanos o latinos de cualquier raza.